# الأماكن المقدسة في الإسلام
الأماكن المقدسة في الإسلام أو الحرم الثلاث وهي أماكن العبادة الثلاث الأكثر أهمية وقدسية في الإسلام بالعالم. وهي بالترتيب المسجد الحرام في مكة المكرمة ثم المسجد النبوي في المدينة المنورة ثم المسجد الأقصى في القدس. تتفق الغالبية العظمى من الطوائف الإسلامية على هذا الترتيب.
وهذه المساجد الثلاثة هي المقدسات التي تشد إليها الرحال لقول النبي محمد: (لا تشد الرحال إلا إلى ثلاثة مساجد، المسجد الحرام ومسجدي هذا والمسجد الأقصى) متفق رواه البخاري (1189) ومسلم (1397) من حديث أبي هريرة

## الأماكن المقدسة

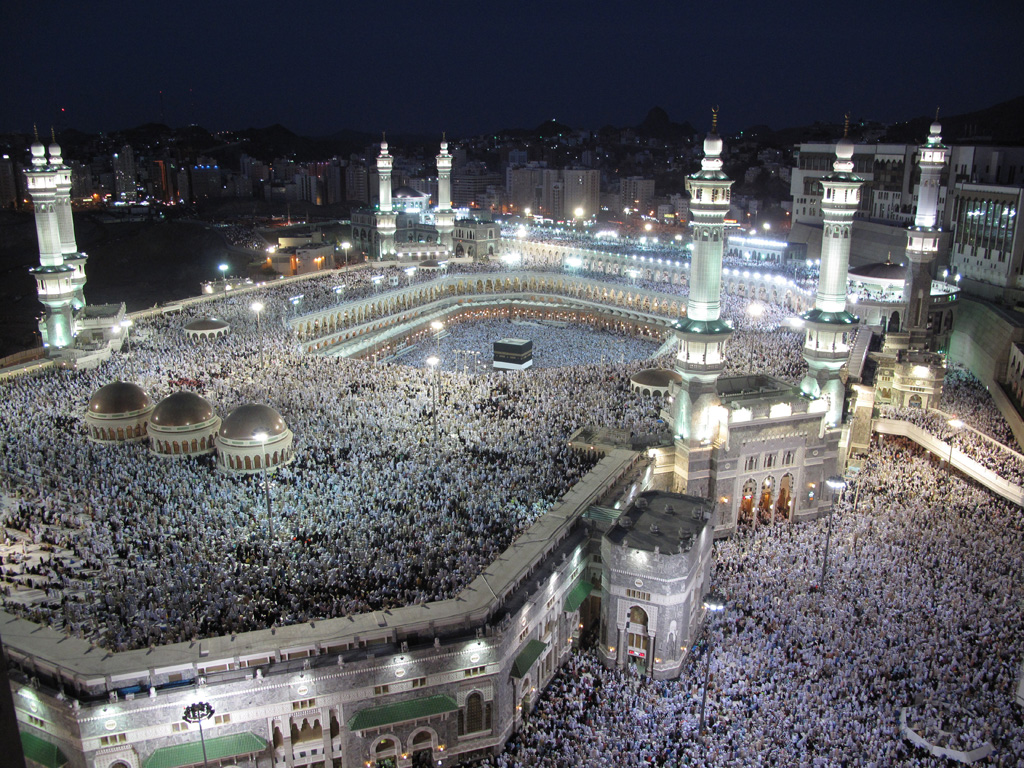
صورة شاملة للحرم المكي عام 2009 وتظهر التوسعة التي حصلت في عهد الملك فهد بن عبد العزيز.

### الحرم المكي
سمي بالحرام لان الله حرم فيه القتال وهو أعظم مسجد على وجه الأرض وأول مسجد أيضا ففيه بعث النبي محمد صلى الله عليه وسلم وفيه الكعبة المشرفة التي هي قبلة المسلمين ومركز الأرض وفيه بئر زمزم خير مياه الأرض ومقام إبراهيم وأما عن القبة فإن الكعبة تكون بدلا للقبة الرئيسية للمسجد ولكن هناك ثلاث قباب فرعية يقع في مكة المكرمة,شبه الجزيرة العربية,السعودية.الصلاة فيه تعادل مئة ألف صلاة ويذهب إليه المسلمون لأداء الحج في شهر ذي الحجة والعمرة. فيؤدونها ويصلون في المسجد ويشربون من ماء زمزم ثم تقبيل الحجر الأسود خير أحجار الأرض و منه أسري إلى المسجد الأقصى كما قال الله تعالى: (سُبْحَانَ الَّذِي أَسْرَى بِعَبْدِهِ لَيْلًا مِنَ الْمَسْجِدِ الْحَرَامِ إِلَى الْمَسْجِدِ الْأَقْصَى الَّذِي بَارَكْنَا حَوْلَهُ لِنُرِيَهُ مِنْ آيَاتِنَا إِنَّهُ هُوَ السَّمِيعُ الْبَصِيرُ (1)

### الحرم النبوي

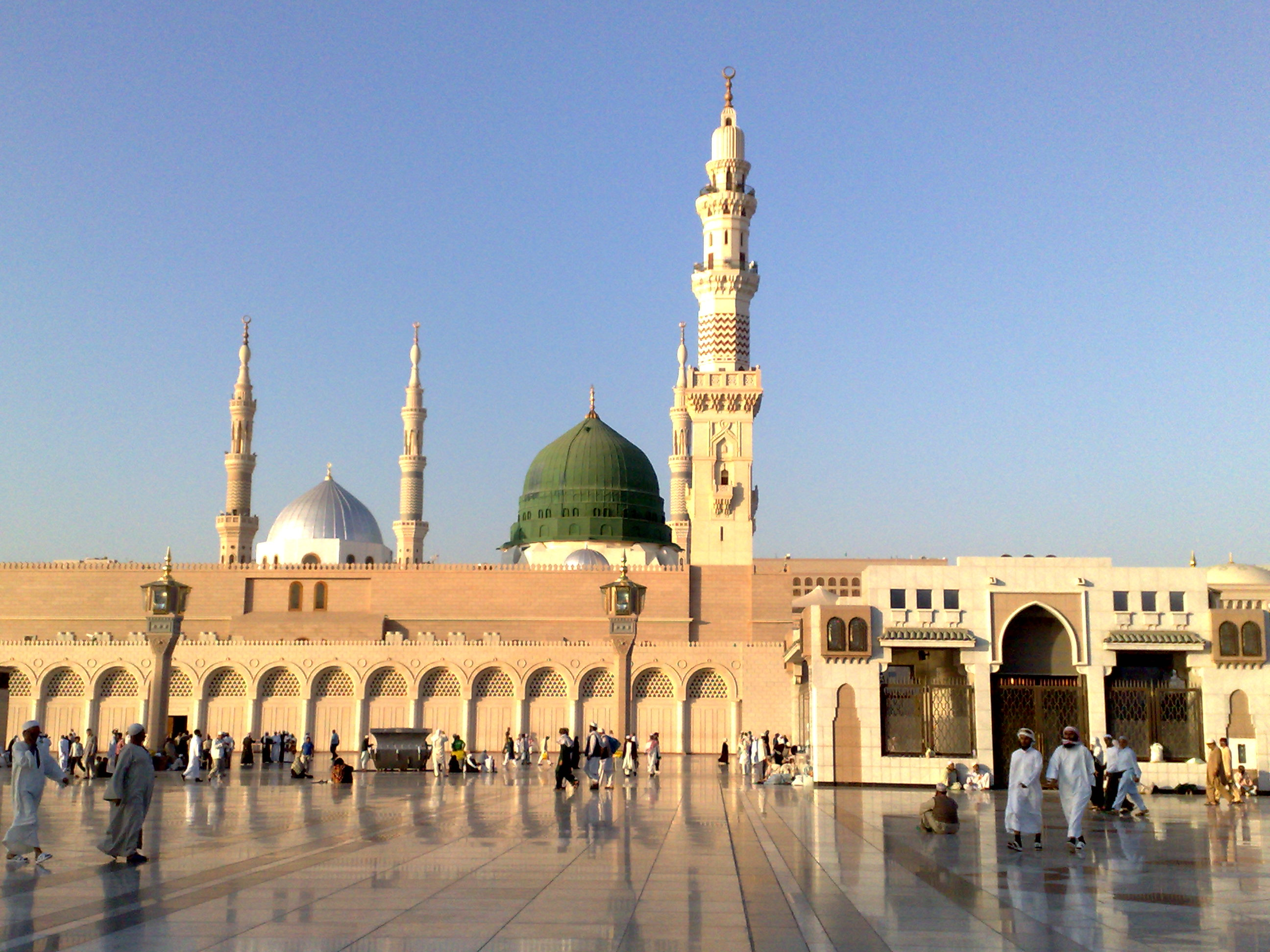
الجهة الجنوبية للمسجد، وتظهر القبة الخضراء التي أنشأها أول مرة السلطان محمد بن قلاوون عام 678 هـ، ثم جددها السلطان قايتباي. وتظهر أيضاً على اليسار القبة التي بناها قايتباي على المحراب العثماني

سمي بالنبوي لأنه كان مسجد للرسول محمد صلى الله عليه وسلم وهو ثاني أعظم مسجد ففيه بيت الرسول وقبره فكان يسكن فيه مع زوجاته وبعض أصحابه ومات فيه ودفن فيه وأيضا يوجد قبر أبوبكر الصديق وعمر بن الخطاب يقع في المدينة المنورة، السعودية.تعادل الصلاة بألف صلاة ويأتي إليه المسلمون يزورون قبر الرسول صلى الله عليه وسلم ويسلمون عليه . القبة الرئيسية للمسجد هي قبة الخضراء جنبها قبة رمادية فرعية

### المسجد الأقصى
سمي بالأقصى لأنه الأبعد عن الحرمين الشريفين (الحرم المكي والمدني) وهو ثالث أعظم مسجد وثاني مسجد على الأرض فبينه وبين المسجد الحرام (أول مسجد) 40 سنة وهو أولى القبلتين. يقع في القدس-فلسطين احتله اليهود بعد احتلالهم فلسطين . القبة الرئيسية هي قبة الصخرة.